# Neys Nieto
Neys Nieto (La Jagua de Ibirico, Cesar; 14 de junio de 1973) es un exfutbolista y director técnico colombiano. Actualmente se encarga del Scouting de Alianza Petrolera.

## Trayectoria

### Como jugador y formación académica
Neys Nieto debutó como jugador profesional a mediados de la década de 1990' con Millonarios, club con el que también se retiraría años después.
Luego de retirarse retomó sus estudios superiores graduándose como licenciado en Educación Física en el año 2001, posteriormente en el año 2006 ingresa a la Universidad Santo Tomás de Bogotá donde se titula en la especialización de  Administración Deportiva.

### Como entrenador y directivo

#### Millonarios
Tras graduarse de la universidad regresó a Millonarios, esta vez en la faceta de entrenador en las divisiones menores del club embajador a mediados del 2001.
Después de 8 años en las divisiones inferiores recibe la oportunidad de dirigir (en calidad de interino) un partido del equipo profesional tras la salida del "Chiqui" García en 2010. Posteriormente, el nuevo entrenador del equipo Richard Paez 
le dio la oportunidad de seguir en el plantel profesional como asistente técnico durante 2 años, donde consiguieron un título de Copa Colombia, tras la salida de Richard Páez dirigió como interino en dos partidos al club en 2012, contra Santa Fe y el Bogotá FC en la Copa Colombia.
Regresó a dirigir en las inferiores y meses después tras la salida del entrenador español Juan Manuel Lillo; Por la fecha 8 del torneo finalización contra el Atlético Huila dirigió nuevamente como interino.
Tras la llegada del entrenador argentino Ricardo Lunari, con quien había compartido camerino cuando era jugador le da la oportunidad para que sea su asistente, luego de la salida de Lunari; por la fecha 9 del torneo finalización 2015 contra Águilas Doradas vuelve por sexta ocasión a dirigir al equipo profesional de Millonarios en calidad de interino. Finalmente regresa a las divisiones menores durante tres años desvinculándose del club en 2018.

"Lo más destacado en mi trayectoria es el tema de scouting que desarrollé en su momento en Millonarios donde hay jugadores que hoy día representaron al club y a la Selección Colombia y que están jugando actualmente en el país y en el exterior, entre quienes se destacan: Pedro Franco, Ómar Vásquez, Jhonatan Pérez, Jorge Carrascal, Santiago Mosquera, Juan Salazar, Ómar Bertel, Stiven Vega, Juan Camilo García".

#### Once Caldas y Alianza Petrolera
Desde el 11 de marzo de 2019 y hasta el 14 de mayo de 2021 se desempeñó como gerente deportivo del Once Caldas.
A finales de marzo de 2023 llega a Alianza Petrolera.

## Clubes

### Como jugador
| Club        | País     | Año       |
| ----------- | -------- | --------- |
| Millonarios | Colombia | 1993-1996 |

### Como asistente técnico
Actualizado de acuerdo al último partido asistido el 13 de agosto de 2023.
| Equipo                          | AT de:                          | Periodo                         | Periodo                         | Historial | Historial | Historial | Historial | Historial |
| Equipo                          | AT de:                          | De                              | A                               | PJ        | PG        | PE        | PP        | %         |
| ------------------------------- | ------------------------------- | ------------------------------- | ------------------------------- | --------- | --------- | --------- | --------- | --------- |
| Millonarios                     | Richard Páez                    | 2 de junio de 2010              | 29 de mayo de 2012              | 111       | 43        | 32        | 36        | 48.35%    |
| Millonarios                     | Ricardo Lunari                  | 8 de septiembre de 2014         | 25 de agosto de 2015            | 46        | 17        | 14        | 15        | 47.1%     |
| Total como entrenador asistente | Total como entrenador asistente | Total como entrenador asistente | Total como entrenador asistente | 157       | 60        | 46        | 51        | 47.99%    |

### Otros cargos
| Club                              | País     | Año           | Rol               |
| --------------------------------- | -------- | ------------- | ----------------- |
| Divisiones menores de Millonarios | Colombia | 2001-2009     | Scouting          |
| Divisiones menores de Millonarios | Colombia | 2012-2014     | Scouting          |
| Divisiones menores de Millonarios | Colombia | 2016-2018     | Scouting          |
| Once Caldas                       | Colombia | 2019-2021     | Gerente Deportivo |
| Alianza Petrolera                 | Colombia | 2023-presente | Scouting          |

### Como entrenador
| Millonarios · (interino) · Colombia | 1.ª   | 2012  | - | - | - | - | 2 | 0 | 1 | 1 | - | - | - | - | 2 | 0 | 1 | 1 | 16.67% |
| Millonarios · (interino) · Colombia | 1.ª   | 2014  | 1 | 0 | 0 | 1 | - | - | - | - | - | - | - | - | 1 | 0 | 0 | 1 | 0%     |
| Millonarios · (interino) · Colombia | 1.ª   | 2015  | 1 | 1 | 0 | 0 | - | - | - | - | - | - | - | - | 1 | 1 | 0 | 0 | 100%   |
| Millonarios · (interino) · Colombia | Total | Total | 2 | 1 | 0 | 1 | 2 | 0 | 1 | 1 | 0 | 0 | 0 | 0 | 4 | 1 | 1 | 2 | 33.33% |
| 1. 2.                               |       |       |   |   |   |   |   |   |   |   |   |   |   |   |   |   |   |   |        |